# Pasquale Binazzi
Pasquale Binazzi (La Spezia, 12 giugno 1873 – La Spezia, 5 marzo 1944) è stato un pubblicista e anarchico italiano.

## Biografia
Pasquale Binazzi fu un agitatore, pubblicista e propagandista anarchico tra i più eminenti della sua epoca. Figura di primo piano del movimento sindacale spezzino, fu il fondatore della locale Camera del Lavoro nel 1901 e del settimanale Il Libertario nel 1903, il più diffuso e longevo periodico anarchico del periodo giolittiano.
La formazione politica di Binazzi avvenne nel fertile ambiente operaio ligure. Le prime azioni sovversive di Binazzi si concretizzarono nell'attività di proselitismo tra i compagni operai e nella partecipazione ai moti di Lunigiana del 1894, che gli costarono una condanna al domicilio coatto alle isole Tremiti nel 1895. Dopo un breve periodo di permanenza a Genova, Binazzi raggiunse quella maturità politica che all'alba del nuovo secolo gli permise di essere il principale artefice della nascita della Camera del lavoro di La Spezia che diresse dal 1901 al 1904.
Nel 1903 fondò il periodico settimanale anarchico Il Libertario, grazie al quale ebbero ampia diffusione nella Penisola i temi più cari al movimento anarchico dell'epoca: l'antimilitarismo, l'anticlericalismo, la critica al riformismo socialista, al capitalismo e al giolittismo. 
Il periodico fu pubblicato con picchi di tiratura anche di 10 000 copie fino al 1922, anno in cui la sede del giornale fu devastata dalle squadre fasciste. 
L'attività di Pasquale Binazzi durante il ventennio fu molto limitata perché, insieme alla moglie Zelmira Peroni, fu costretto a risiedere a Caprigliola, piccolo centro della Lunigiana. Inoltre, in seguito all'approvazione delle "leggi fascistissime" fu confinato a Lipari. All'indomani della caduta del fascismo la morte sorprese il vecchio agitatore spezzino mentre era impegnato nella riorganizzazione delle bande partigiane anarchiche in Liguria e nell'alta Toscana nel 1944.
Era zio (fratello della madre) del comandante partigiano Renato Jacopini.
A Pasquale Binazzi era intitolato un Circolo Libertario a La Spezia, via dell'Indipendenza 16 (traversa di via del Prione nel centro storico spezzino)